# Parti du centre démocratique
Le Parti du centre démocratique (PCD) (en castillan : Partido del Centro Democrático), connue aussi sous le nom de Parti du centre national républicain (PCNR) (en castillan : Partido de Centro Nacional Republicano) est un parti politique espagnol créé par Manuel Portela Valladares en vue des élections du 16 février 1936.